# Vahid Hashemian
Vahid Hashemian (21 de julio de 1976) es un exfutbolista iraní que se desempeñaba como delantero y fue profesional entre 1996 y 2012. Desde 2019 es entrenador asistente de la selección de Irán.

## Clubes
| Club             | País     | Año         | Partidos | Goles |
| Fatih Teherán    | Irán     | 1995 - 1996 | 25       | 8     |
| PAS Teherán FC   | Irán     | 1996 - 1999 | 26       | 9     |
| Hamburgo SV      | Alemania | 1999 - 2001 | 12       | 0     |
| VfL Bochum       | Alemania | 2001 - 2004 | 87       | 34    |
| Bayern de Múnich | Alemania | 2004 - 2005 | 9        | 0     |
| Hannover 96      | Alemania | 2005 - 2008 | 80       | 9     |
| VfL Bochum       | Alemania | 2008 - 2010 | 41       | 3     |
| Persépolis FC    | Irán     | 2010 - 2012 | 16       | 3     |

## Palmarés

### Torneos locales
| Título           | Club          | País     | Año     |
| ---------------- | ------------- | -------- | ------- |
| 1. Bundesliga    | Bayern Múnich | Alemania | 2004−05 |
| Copa de Alemania | Bayern Múnich | Alemania | 2004-05 |